# 24856 Messidoro
24856 Messidoro è un asteroide della fascia principale. Scoperto nel 1996, presenta un'orbita caratterizzata da un semiasse maggiore pari a 2,7184849 UA e da un'eccentricità di 0,2461304, inclinata di 8,80384° rispetto all'eclittica.
L'asteroide è dedicato all'ingegnere italiano Piero Messidoro che ha contribuito al progetto della Stazione spaziale internazionale.